# 青野文昭
青野 文昭（あおの ふみあき、1968年 - 　）は、日本の美術家。 

## 概要
宮城県仙台市生まれ。
身の周り（東北・日本）の風土・文化を考察。91年より「なおす―再生、循環」をテーマとしてきた（最初期の段階で「修復論」1991－1995年という形にまとめられている）。「なおす」いとなみを、根源的で普遍的なものとして掘り下げ、いわゆる「つくる」いとなみとは異なるタイプの創造性を見出そうとしている。
1996年ころより様々な場所で拾った欠片を「なおす」と称し「補完」していくこころみをはじめる。
2004年頃から同時進行で、複雑な現実世界の後天的な組成の構造を抽出し新たに展開させていこうとする（家具等の既製品を流用した「なおす・合体代用」など）。
自身も多大な影響を被った2011年の東日本大震災後は、多層的な文脈（震災、歴史、場所、記憶、物語、、、）を踏まえた「総合的復元」をこころみている。

## 略歴
- 1992年　国立大学法人宮城教育大学大学院美術教育科修了

- 2005年　宮城県芸術選奨（彫刻）

- 2013年　Vermont Studio Centerフェローシップ

　　（ Fellowships for Artists and Writers アメリカ・ＶＳＣ）
- 2015年　公益信託タカシマヤ文化基金・第26回タカシマヤ美術賞受賞

### 主な展覧会
- 1997年　「なおす・無縁－有縁」宮城県美術館 県民ギャラリー（宮城）

- 2000年　「アートみやぎ」宮城県美術館（宮城）

- 2007年　「N.E.bloodb21 Vol.28 青野文昭」リアス・アーク美術館（宮城 気仙沼）

- 2008年　「いのちの法則・生をひもとくための三つの書」足利市立美術館（栃木）

- 2010年　「路上・修復・ライブ―映像記録№１上映―」[4] ONWARD SQUARE（宮城）

- 2012年　「どくろ杯・Ⅱ―他者性と不可避性について―」[5] Gallery TURNAROUND（宮城）

- 2013年　「あいちトリエンナーレ２０１３―揺れる大地―われわれはどこに立っているのか―場所、記憶、そして復活」[6]（愛知県名古屋市ほか）

- 2014年　BY DESTINY『Dongmun Motelで見た夢』アラリオ美術館Dongmun Motel２階（韓国・済州島)
- 2014年　「Time Sharing－隣り合わせの時間」沖縄コンテンポラリーアートセンター（沖縄）

- 2015年　「パランプセスト―記憶の重ね書き」[7]gallery αM （東京）

- 2016年　「いま、被災地から　－岩手・宮城・福島と震災復興－」展　東京藝術大学大学美術館（東京）[8]
- 2016年　「Royal Academy of Arts’ Summer Exhibition.2016」Royal Academy（イギリス ロンドン) [9]
- 2016年　個展「青野文昭展」Gallery TURNAROUND（宮城）[10]

- 2017年　「コンサベーション＿ピース　ここからむこうへ　part A　青野文昭展」武蔵野市立吉祥寺美術館（東京）［10］[11]
- 2017年　「コンニチハ技術トシテノ美術」せんだいメディアテーク（宮城）[12]

- 2019年　「六本木クロッシング2019：つないでみる」森美術館（東京）[13]

- 2019年　「青野文昭　ものの,ねむり,越路山,こえ」せんだいメディアテーク（宮城）[14]

- 2020年　「ヨコハマトリエンナーレ2020　AFTERGLOW－光の破片をつかまえる」横浜美術館他（神奈川）[15]

- 2020年　「山形ビエンナーレ　2020  現代山形考　藻が湖伝説」東北芸術工科大学内など（山形）[16]

- 2020年　個展「総合的復元」Gallery TURNAROUND（宮城）[17]

- 2022年　個展「谷間に生えだす―とあるタテモノのおもかげ」LOKOギャラリー（東京）[18]

- 2022年　個展「どこから来てどこへ向かうのか」上野の森美術館ギャラリー（VOCA2022関連）（東京）[19]

- 2022年　「Eternally Yours 」Somerset House （イギリス ロンドン）

- 2022年　「地球がまわる音を聴く：パンデミック以降のウェルビーイング」森美術館（東京）[20]